# Red sv. Tome iz Akre
Red sv. Tome iz Akre (engl. Order of St. Thomas of Acon), službeno Komemorativni red svetog Tome iz Akre (Commemorative Order of St. Thomas of Acon), je prigodni kršćanski i viteški red u slobodnom zidarstvu koji je utemeljen 1974. godine u Londonu, Ujedinjeno Kraljevstvo. Članovi Reda se sastaju u kapeli (ekvivalent loži) u kojima dodjeljuju jedan stupanj i to vitez Reda. Ovo je zaseban stupanj koji se dodjeljuje po pozivu majstorima koji imaju stupanj viteza templara. Riječ je o neovisnom redu u okviru engleskog sustava slobodnog zidarstva, a istodobno i o počasnom tijelu povezanom s američkim Yorkčim obredom.

## Povijest
Ovaj red je osnovan 1974. godine kao rezultat dvadesetogodišnjeg istraživanja u knjižnici Guildhall u Londonu od strane Johna Walkera, koji je dugi niz godina bio glavni tajnik Rozenkrojcerskog društva Engleske. Drevni zapisi Reda, napisani na srednjovjekovnom francuskom i latinskom jeziku, bili su pohranjeni u knjižnici Guildhall i izbjegli su Veliki požar u Londonu 1666. godine. Walkera je više od dvadeset godina istraživao arhive u potrazi za informacijama o engleskom viteškom Redu svetog Tome (nazvan po Tomi Becketu, osnovan 1191. godine u Akri i ugašen 1538. godine od Henrika VIII., kralja Engleske), s početnom namjerom da napiše njegovu povijest. Srećom, otkrio je izvješće o instalaciji majstora iz 1510. godine, opis tako neobičan i tako tipično engleski, da ga je natjerao da obnovi Red, iako na slobodnozidarski način.
Prvi slobodni zidari iz Sjedinjenih Američkih Država upoznali su se s ovim redom 1999. godine prilikom posjete Engleskoj. Prve kapele su osnovane 2000. godine u Washingtonu, a prva regionalna organizacija u SAD-u je osnovana 2005. godine. Vijeće velikog majstora, krovna organizacija ovog reda u SAD, osnovana je 2015. godine. Ovaj red u SAD dio je sustava Yorčkog obreda.

## Rasprostranjenost
Redovi sv. Tome iz Akre djeluju na područjima nadležnosti sljedećih regularnih velikih loža temeljem potpisanih konkordata:
- Ujedinjena velika loža Engleske → Komemorativni red svetog Tome iz Akre pod Vijećem velikog majstora[4]
  -  Nacionalna velika loža Francuske → Pokrajinska velika kapela u Francuskoj
  -  Regularne velike lože u Kanadi → Pokrajinska velika kapela u Kanadi
  -  Regularne velike lože u Australiji → Pokrajinska velika kapela južne Australie i Novog Zelanda / Pokrajinska velika kapela sjeverne Australie
  -  Regularne velike lože u Južnoj Americi → Pokrajinska velika kapela Južne Amerike
- Regularne velike lože u SAD-u → Komemorativni red svetog Tome iz Akre pod Vijećem velikog majstora za Sjedinjene Američke Države[5]

## Vanjske poveznice
- Order of St. Thomas of Acon za Englesku i Wales
- Order of St. Thomas of Acon za SAD